# 谈振辉
谈振辉（1944年—），江苏省扬州市人，中华人民共和国教育家，无线通信专家，北京交通大学教授。曾任北京交通大学校长。
1967年，毕业于北京铁道学院电信系无线通信专业。后进入东南大学获得博士学位，此后任教于北京交通大学。1998年起，担任北京交通大学校长。其同时也是第一、二、三届国家“863”计划通信主题专业专家组成员，国务院学位委员会第四、五届学科评议组成员，第五届博士后管委会专家组成员，教育部高等学校电子信息与电气学科教学指导委员会副主任委员，电子信息科学与工程类专业教学指导分委员会主任委员，中国通信学会会士，中国铁道学会自动化委员会副主任，中国通信学会对外学术交流委员会委员，《电子学报》和《铁道学报》编委。